# Dendrocopos noguchii
Il picchio di Okinawa (Dendrocopos noguchii (Seebohm, 1884)) è un uccello piciforme della famiglia dei Picidi.

## Descrizione

### Dimensioni
Misura 31-35 cm di lunghezza.

### Aspetto
Nel maschio adulto le piume della parte superiore della testa sono rosse dalla fronte fino alla nuca, con un po' di nero visibile alla base. Le vibrisse nasali, le redini e la linea che sovrasta l'occhio sono color camoscio-marrone chiaro virante al marrone più scuro, mentre sulle copritrici auricolari e ai lati del collo vi sono delle strisce scure. Un debole «mustacchio» scuro attraversa la regione delle guance. Il mento, la gola e la parte superiore del petto sono grigio-marroni con una leggera sfumatura bluastra. Il retro del collo e le parti superiori sono marrone scuro lucido con alcune terminazioni rosse sulle piume; il rosso è più evidente o più marcato sul codrione e sulle copritrici sotto-caudali. Le copritrici alari sono di un marrone molto scuro, ma le remiganti sono bordate di rossastro, mentre le primarie e le secondarie presentano una sottile barra alare formata dalla giustapposizione di numerosi piccoli punti bianchi. La parte superiore della coda è costituita da lunghe rettrici bruno-nerastre. La parte centrale e i lati del petto si differenziano notevolmente dalla sua parte superiore e dal mento: come il resto delle parti inferiori, le piume di questa parte del corpo sono marrone scuro con terminazioni rosso scuro. Il ventre e i fianchi appaiono più rossastri (a causa delle terminazioni più larghe) e le sotto-caudali sono interamente rosso scuro. La parte inferiore delle ali è marrone con delle barre biancastre sulle remiganti. La parte inferiore della coda è marrone, più chiaro ai lati.
La femmina adulta possiede ali e becco più corti del maschio. Sulla parte superiore della testa non vi è traccia di rosso. Al suo posto vi sono delle piume nere dalla base leggermente più chiara. I giovani presentano una livrea più scura e grigiastra di quella degli adulti. Su tutto il piumaggio, le terminazioni rosse sono molto ridotte o assenti. I giovani maschi hanno meno rosso sulla testa dei maschi adulti.
I picchi di Okinawa hanno il becco giallo chiaro, più verde alla base e più marrone alla base della mandibola superiore; le zampe e i piedi sono grigio ardesia scuro. L'iride è marrone-rossastro scuro o marrone.

### Voce
I suoi richiami possono essere uditi durante tutto l'anno, ma sono particolarmente frequenti durante la stagione di nidificazione. Il più importante di questi è una lunga serie irregolare di note chiare e fischiettate, kwe kwe kwe o pwip pwip, molto simili a quelle del picchio verde europeo, del picchio del Giappone o del picchio cenerino. Si possono udire comunemente anche dei kup semplici, dei kyu kyu o dei kyu kyu kup. Quando viene disturbato, il picchio di Okinawa emette dei whits brevi. Sembra che i giovani esemplari producano due tipi di note ben distinte, rispettivamente dei kyaa e dei pip. Il picchio di Okinawa tamburella al ritmo di circa 3 rullate al minuto. Queste variano considerevolmente per lunghezza e durano da mezzo secondo ad oltre un secondo. Esse vanno progressivamente accelerando, ma sono leggermente più lente di quelle del picchio cenerino.

## Biologia
La più alta probabilità di poter osservare questa specie è quando è in attività ai margini di una foresta. Quando è in cerca di frutti, il picchio di Okinawa esamina attentamente il fogliame, i rami principali, i tronchi, i ceppi e gli alberi caduti. Tuttavia, la zona che preferisce per andare in cerca di cibo si trova vicino al terreno, per lo più al di sotto dei 5 metri, sui tronchi, i ceppi o tra i bambù. Scandaglia anche la lettiera di foglie grazie a scansioni laterali. In questa specie, il becchettio e il martellamento costituiscono due tecniche molto utilizzate. Le tracce di questi due tipi di attività sono visibili un po' in tutto il suo ambiente. Si tratta per la maggior parte dei casi di grandi staffilate di oltre 4 cm lasciate sui grossi tronchi, i rami principali o i ceppi, mentre i rami più piccoli vengono tagliati in pezzi. Come quasi tutte le altre specie di picchi, predilige il legno morbido e marcescente. Le tecniche di foratura variano in base alla varietà del legno. Sui legni duri e sul bambù vengono praticati solamente piccoli fori. Non conosciamo granché riguardo alle parate e ai rituali nuziali di questo uccello. Tuttavia, è noto che gli esemplari agitati colpiscono il proprio aggressore con colpetti delle ali.

### Alimentazione
I picchi di Okinawa hanno una dieta mista. Consumano prevalentemente grandi artropodi, larve di coleotteri e ragni, ma anche sostanze di origine vegetale, in particolare frutti, bacche e semi, costituiscono una parte rilevante dell'alimentazione. Per alimentarsi, maschi e femmine occupano spesso territori molto differenti. Benché entrambi i sessi vadano in cerca di cibo su tronchi sani o in stato di decomposizione, i maschi sono meglio adattati per ricercare cibo a terra. Di conseguenza, catturano un maggior numero di artropodi terrestri e raccolgono più frutta e noci cadute.

### Riproduzione
La stagione della nidificazione si protrae dalla fine di febbraio fino al mese di maggio, ma in effetti è in pieno svolgimento in marzo e aprile. Tuttavia è possibile trovare pulcini fino al mese di giugno. I due genitori scavano la cavità del nido in un vecchio albero del genere Castanopsis, noto per il suo legno morbido. L'entrata, di forma ovale, è situata generalmente ad un'altezza che varia tra i 3 e i 9 metri, spesso sulla parte inferiore di un ramo in pendenza. All'involo, vi sono spesso uno o due pulcini per nidiata. Le cavità del nido vengono spesso utilizzate dalla stessa coppia per più anni consecutivi.

## Distribuzione ed habitat
Il picchio di Okinawa frequenta quasi esclusivamente le foreste vergini subtropicali di latifoglie che si sviluppano in ambiente montano. Occasionalmente, si può anche trovare in alcune foreste in corso di rigenerazione ai bordi del suo habitat principale. Nell'habitat che predilige, occupa tutto lo spazio compreso tra le creste ricoperte di grandi alberi, procedendo in discesa, fino al limitare della foresta, lungo i corsi d'acqua e le strade. Mostra una chiara preferenza per le zone dove il legno è tenero o putrescente ed evita i luoghi ricoperti da conifere.
Come indica il nome, questo picchio vive esclusivamente ad Okinawa, nell'arcipelago delle Ryūkyū. Il suo areale è estremamente limitato ed occupa soltanto la parte settentrionale di quest'isola, nella catena montuosa dello Yambaru.

## Conservazione
Il picchio di Okinawa è una specie localizzata ed estremamente rara. Il numero di esemplari è certamente inferiore alle 100 unità. Una popolazione così scarsa ne fa una specie particolarmente vulnerabile ad eventi eccezionali quali epidemie e tifoni. Tuttavia, tralasciando questi eventi particolari, la specie deve fronteggiare la deforestazione che continua tuttora su quest'isola, per la costruzione di strade e la creazione di nuovi terreni agricoli. La specie viene classificata dalla IUCN come «criticamente minacciata» (Critically Endangered).